# 강계 망미정
망미정(望美亭)은 자강도 강계시 부창동에 있는 누정이다. 1436년에 처음 짓고 1837년에 고쳐 지었다. 망미정은 남천강과 독로강, 북창강을 한눈에 굽어보는 경치 좋은 독로강 기슭의 바위 절벽 위에 있다. 이 누정은 강계읍성의 남장대로서 전시에는 강계읍성의 남쪽을 지키던 곳이다. 건물은 앞면 3칸(7.16m), 옆면 2칸(3.5m)이며, 두리기둥에 주도리식 단익공이고, 제공은 꽃가지 형태이며, 주도리를 화반 대신 소로로 받침하였다. 천장은 통천장과 소란반자를 배합하였으며, 지붕은 홑처마로 된 합각지붕이다. 망미정은 아담하나 경쾌하고 아름답다.